# Gojna Gora
Gojna Gora (cyr. Гојна Гора) – wieś w Serbii, w okręgu morawickim, w gminie Gornji Milanovac. W 2011 roku liczyła 610 mieszkańców.